# Seven Up (álbum)
Seven Up es un disco de Krautrock grabado en 1972 por la banda alemana Ash Ra Tempel junto a los pioneros de la psicodelia Timothy Leary y Brian Barritt. 
Se trata de un disco conceptual cuyos siete cortes pretenden ilustrar la teoría de Leary sobre la existencia en el ser humano de siete circuitos o niveles de conciencia. Los cuatro primeros conforman la experiencia cotidiana y se van activando a lo largo de las dos primeras décadas de vida: 
1. El primer circuito, el de la supervivencia, es el único activo en los recién nacidos. Consiste en la percepción de un objeto exterior y la respuesta emocional de atracción o repulsión hacia el mismo. Esta respuesta es la base de los conceptos del bien y el mal.

2. El segundo circuito, el del poder, se activa cuando el niño aprende a andar. La respuesta ante los estímulos externos se torna activa, con dos actitudes básicas: agresividad dominante o sumisión temerosa.

3. El tercer circuito, el de la sociabilidad, se activa con la socialización del niño y el desarrollo del lenguaje, que nos permite negociar con los demás e intercambiar pareceres e impresiones.

4. El cuarto circuito es el sexual y se activa con la pubertad.

Los cuatro primeros cortes del disco, agrupados en la cara A, forman una suite de cuatro canciones unidas mediante partes de sintetizador, llamada 'Space' (Espacio). Las canciones se corresponden con los cuatro primeros circuitos. Leary escribió las letras y el grupo recuperó para las dos primeras el estilo blues de sus comienzos. 
Los tres circuitos siguientes no están activos en la experiencia común o cotidiana, pero el ser humano puede acceder a ellos mediante el uso de fármacos psicodélicos, técnicas de meditación o la práctica de actividades artísticas. 
5. El quinto circuito se corresponde al placer estético y supone un distanciamiento entre la mente y el cuerpo: el sujeto es consciente de sus propias percepciones y sentimientos sin identificarse con ellos.

6. El sexto circuito, llamado por Leary neurológico, es el propiamente psicodélico y supone la conciencia de ciertas correspondencias y conexiones que unen las cosas, y que generalmente nos pasan desapercibidas. En este nivel el sujeto siente que la frontera entre 'yo' y 'no yo' es solo una convención: trasciende el espacio y experimenta la continuidad entre su propia realidad y la del universo. De este modo, la realidad en que habitualmente vive se le aparece como una entre muchas posibles, y se le ofrece la oportunidad de revisar y cambiar ('reprogramar') su manera de ver el mundo (en términos de Leary, su 'túnel de realidad').

7. El séptimo circuito, neurogenético, supone la trascendencia del tiempo. El individuo puede recorrer la historia de su especie y entrar en contacto con los arquetipos que rigen la existencia.

Más allá del séptimo nivel está la fuente de conciencia de la que toda vida emerge y a la que toda vida vuelve. Acceder a ella supone la aniquilación total del ego, que es el objetivo último de la mente humana. 
Los tres temas instrumentales de la cara B, agrupados en la suite Time (Tiempo), ilustran estos niveles. Durante la grabación de los mismos, el yerno de Leary, Dennis Martino, viendo que la música no acababa de cuajar, intoxicó a la banda con LSD sin avisarles de que había vertido el fármaco en sus refrescos. El resultado dejó satisfechos a casi todos, y al día siguiente la mayor parte de los músicos, informados de lo sucedido, decidieron volver a tomar la sustancia.
Brian Barritt se dio cuenta de que el refresco que Martino había 'cargado' con LSD era Seven Up. El nombre del refresco era un sincronismo perfecto que encajaba con la teoría de los siete niveles de la conciencia y los siete cortes del disco, por lo que decidieron titular así el álbum.
Aunque la aportación de Leary y Barritt iba a ser en principio puramente conceptual, ambos terminaron cantando en el disco.